# Dorfkirche Dargelütz

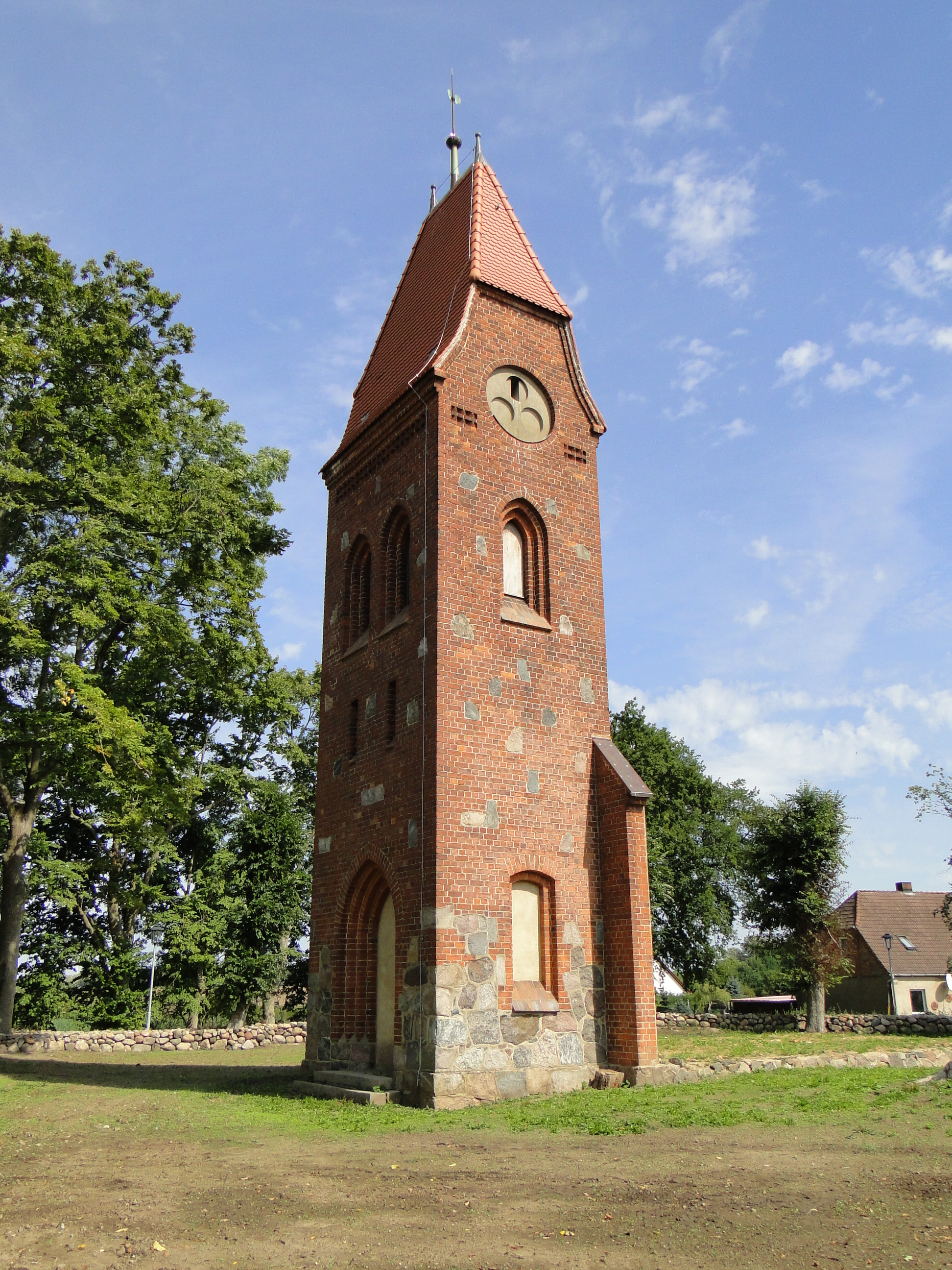
Turm und Kirchhof im August 2010

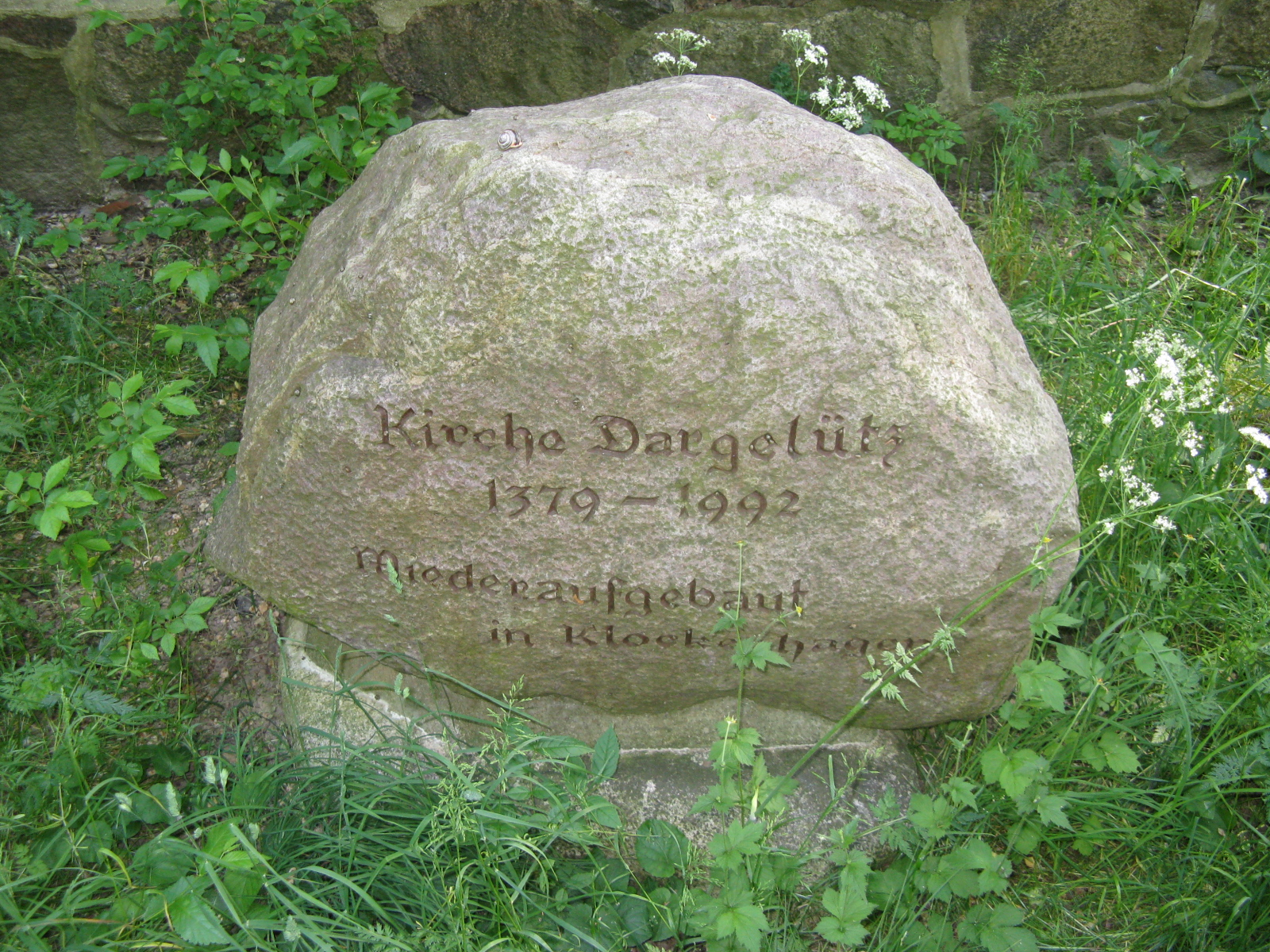
Dorfkirchen-Gedenkstein

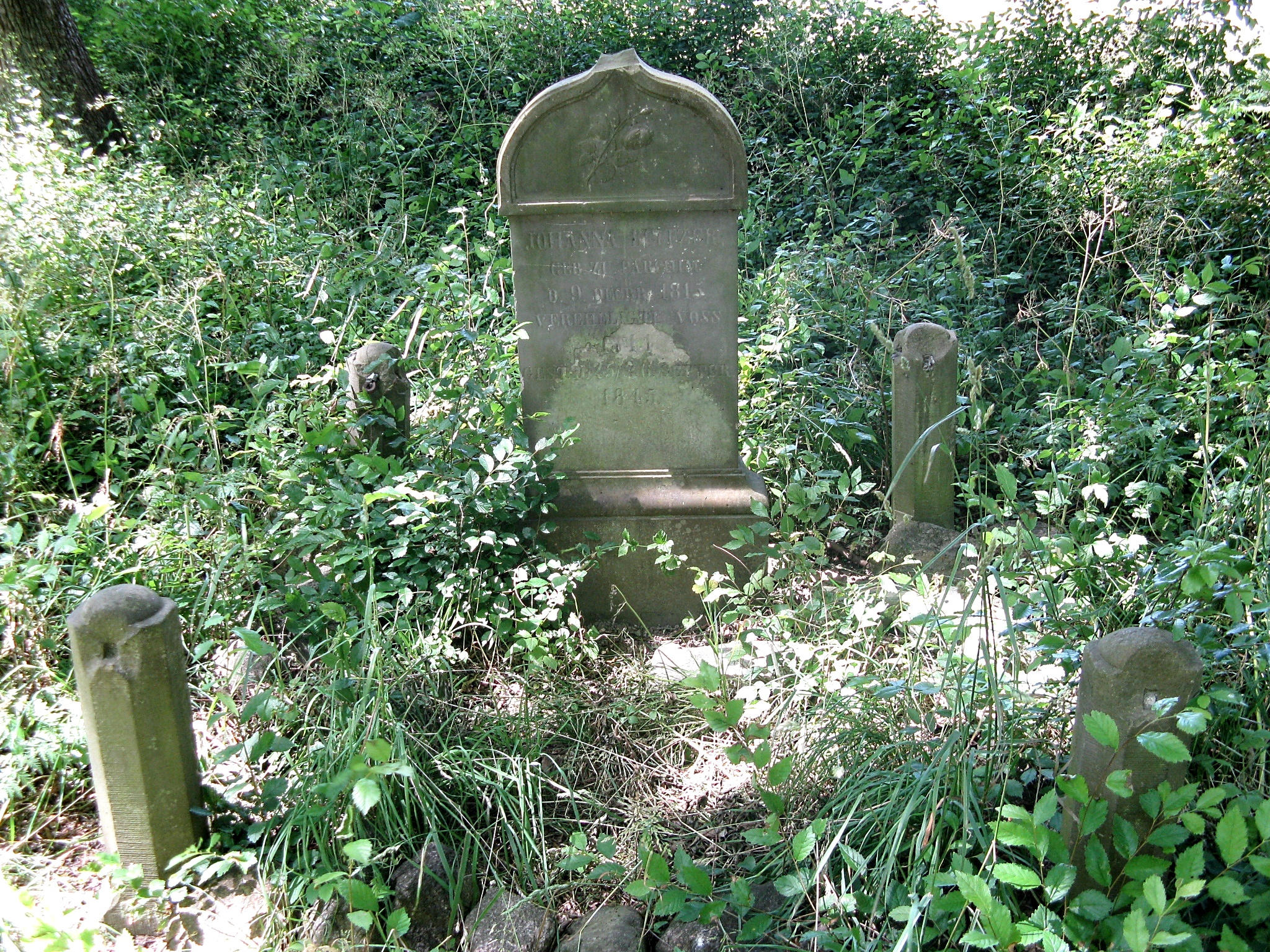
Unter Denkmalschutz stehendes Grab der Windmüllerin Johanna Voss, geb. Beitzer († 1845) auf dem Kirchhof im Juni 2008

Die Dorfkirche Dargelütz war ein Kirchengebäude der evangelisch-lutherischen Landeskirche Mecklenburgs in Dargelütz, einem heutigen Ortsteil der Kreisstadt Parchim. Nach Abtragung des Kirchenschiffs ist ein freistehender, heute ungenutzter neugotischer Kirchturm im Ort verblieben. Das Kirchenschiff ist nach Wiedererrichtung im Freilichtmuseum des Ribnitz-Damgartener Ortsteils Klockenhagen zu besichtigen und wird weiter für kirchliche Zwecke genutzt.

## Geschichte
Dargelütz wurde 1370/71 erstmals in einer Kriegsschadenrechnung bei Auseinandersetzungen zwischen Albrecht von Mecklenburg und dem Kurfürsten Otto von Brandenburg erwähnt. Eine Dorfkirche gab es in Dargelütz bereits 1379. Zu dieser Zeit wurde der Kirche laut einer Urkunde eine Lübische Mark vermacht. Das letzte Kirchenschiff ist ein Fachwerkbau aus den Jahren um 1790. Friedrich Schlie beschreibt die Kirche um 1900 als Fachwerkbau ohne Schmuck und Zierrat. Im Innern existierte eine flache Bretterdecke. Dem Altar, der Kanzel und dem Gestühl sprach er keine Bedeutung zu. An der Westseite des Gebäudes befand sich im Abstand von etwa einem Fuß ein freistehender Glockenturm mit vierseitigem Dach und einer achtseitigen, pyramidenförmigen Spitze. Der Turm war mit zwei Glocken ausgestattet. Das größere Exemplar maß 86 cm im Durchmesser und wurde 1863 in Wismar umgegossen. Die zweite Glocke mit einem Durchmesser von 66 cm trug die Inschrift: „AERNDT * VON * MOLLENDORF * DER * ELTER * ANNO * 1662“. Auch 40 Jahre später besaß die Kirche zwei Glocken; eine davon wurde zur Verwertung in der Munitionsindustrie gegen Ende des Zweiten Weltkrieges eingeschmolzen, die zweite – die erwähnte, 1662 gestiftete – befindet sich seit 1986 im Turm der Kirche in Ziegendorf-Drefahl. Zum genannten Turm existieren keine Abbildungen oder genaueren Beschreibungen.
Zur ursprünglichen Ausstattung der Kirche gehört das monumentale zwei mal vier Meter große, auf Holz gemalte Stifterbild – von Schlie ungenau als Epitaph bezeichnet – von 1652, auf dem die ehemaligen Besitzer des Dorfes Arndt von Möllendorff und seine Gemahlin Elisabeth Wardenberg als Ganzfiguren in zeitgenössischer Tracht des 17. Jahrhunderts dargestellt sind. Zudem enthielt die Kirche zwei Alliance-Wappen, die aber verschwunden sind.
Das Kirchenschiff wurde 1908/09 restauriert, das Gebäude dabei völlig demontiert und es wurden Teile des Fachwerks erneuert. Der Fußboden erhielt eine neue Deckschicht aus industriell gefertigten Fliesen. Im Zuge der Arbeiten schuf man den heute verbliebenen neugotischen Westturm aus Backsteinen mit Feldsteinfundament und einzelnen in die Wände vermauerten Feldsteinen. Dieser ersetzte den Vorgängerbau. Die Kirche wurde bis 1978 genutzt und dann aufgegeben. Der Kirchhof wurde zum Treffpunkt Jugendlicher und die Kirche erlitt Vandalismusschäden. Auch um es vor dem Verfall zu retten, wurde das Kirchenschiff 1992 abgetragen und im Freilichtmuseum Klockenhagen wieder aufgebaut. Vom Gebäude zeugen heute noch die Bodenplatte, die giebelförmig teilverputzte Wand des Turms und der gemauerte Giebelansatz am Turm. Der Kirchturm selbst wurde saniert.
Der zum Teil durch eine Feldsteinmauer abgegrenzte Kirchhof in Dargelütz war bis 2008 stark durch Pflanzenwuchs verwildert. An die Dorfkirche erinnert heute ein Gedenkstein mit der Aufschrift „Dorfkirche Dargelütz / 1379–1992 / Wiederaufgebaut in Klockenhagen“. Dieser wurde 1994 vom Heimatbund Parchim e. V. dort aufgestellt. Der Kirchturm und das Grabmal der 1845 verstorbenen Windmüllerin Johanna Voss geb. Beitzer (* 9. Dez 1815 zu Parchim; † 25/26. September 1845) werden in der Baudenkmalliste der Stadt Parchim geführt. Am 7. Juli 2006 wurde der Kirchhof durch den Kirchgemeinderat der Gemeinde St. Georgen Parchim als Bestattungsplatz entwidmet. Eine anliegende Straße erhielt nach Abtragung des Fachwerkgebäudes den Namen „Am Kirchturm“. Ende 2008 wurde das Dach des Turms abgedichtet und der Kirchhof sowie die ihn umgebende Trockenmauer von Unkraut und Gestrüpp befreit. Für diese Arbeiten wurden 30.000 Euro bereitgestellt. Nachgedacht wurde über eine Nutzung des Geländes für kirchliche Veranstaltungen oder das Aufstellen von Kunstobjekten. 2009 erhielt der Kirchturm ein neues Dach, gleichzeitig wurden Nistgelegenheiten geschaffen. Der Kirchhof wird durch eine Projektgruppe einer Beschäftigungs- und Qualifizierungsgesellschaft zu einem Park umgestaltet.

## Kirchenschiff in Klockenhagen

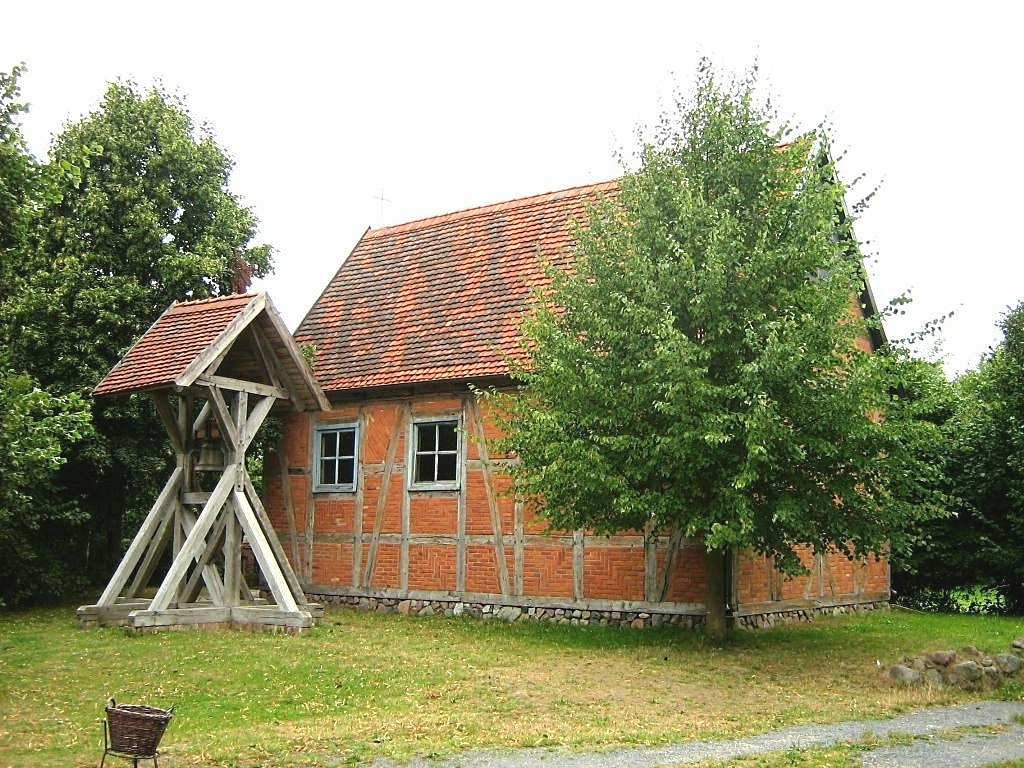
Kirchenschiff im Freilichtmuseum Klockenhagen

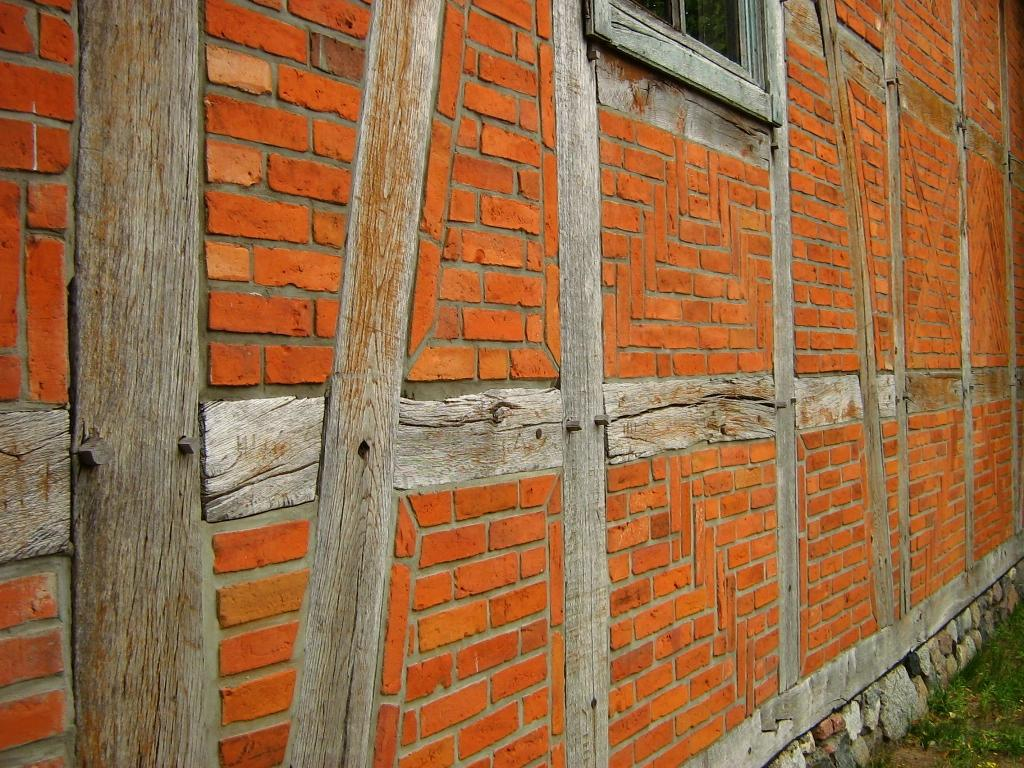
Ausmauerung der Gefache

Im Freilichtmuseum Klockenhagen sind historische Gebäude aus 18 Dörfern Mecklenburg-Vorpommerns zusammengetragen worden, darunter die Dargelützer Dorfkirche. Bei der Wiedererrichtung des Fachwerk-Kirchenschiffs 1993 (eine andere Quelle spricht von 2001) wurde dieses um einen Windfang ergänzt. Die Gefache sind mit Backsteinen mit ornamentalen Mustern ausgemauert worden. Man hielt sich weitgehend an den baulichen Zustand um 1900, spätere Umbauten wurden nicht übernommen. So wurde beispielsweise das Ziegelpflaster freigelegt und auf den Fliesenboden verzichtet. Auch neugotischer Zierrat der Kirche wurde nicht mehr verwendet. Der Innenraum ist flachgedeckt.
Zur heutigen Ausstattung gehört ein Altaraufsatz von 1647, der Leihgabe der Kirchengemeinde Gresse-Greven ist, 1682 bemalt wurde und das Gemälde Abendmahl und Kreuzigung sowie die Schnitzfiguren Mose und Johannes der Täufer und der Evangelisten Markus, Lukas und Johannes enthält. Bekrönt wird der Altar durch die Figur des auferstandenen Christus. Der Altaraufsatz gehörte bis 1908 zum Inventar einer Fachwerkkirche in Greven, in deren Nachfolgerbau er nicht mehr genutzt wurde. Das Gestühl der Kirche besteht aus zwei im 19. Jahrhundert gefertigten Bänken aus der Dorfkirche Rostocker Wulfshagen, das übrige Gestühl ist nachgebildet. Übernommen wurde das bereits in Dargelütz vorhandene Epitaph.
Vor dem Fachwerkgebäude befindet sich ein freistehender, mit handgefertigten Dachsteinen bedeckter, hölzerner Glockenstuhl, der eine Nachbildung des 1874 entstandenen Exemplars der Dorfkirche Zislow ist. Die am Ostersonntag des Jahres 2003 geweihte Glocke wurde durch die Gießerei Bachert aus Bad Friedrichshall nach historischem Vorbild gegossen. Sie besteht aus Bronze, hat einen Durchmesser von 53 Zentimetern und wiegt 120 Kilogramm. Die Inschrift lautet: „O REX GLORIE CHRISTE VENI CUM PACE“ (dt.: O Christe, König der Herrlichkeit, komm in Frieden). Am unteren Rand befindet sich der Schriftzug: „FREILICHTMUSEUM KLOCKENHAGEN, GEGOSSEN VON A.BACHERT IM JAHRE 2003“.
Die heute zur evangelisch-lutherischen Kirchgemeinde Ribnitz gehörende Kirche im Freilichtmuseum wurde geweiht und wird für Gottesdienste, Konzerte, Lesungen, Taufen und Trauungen genutzt.

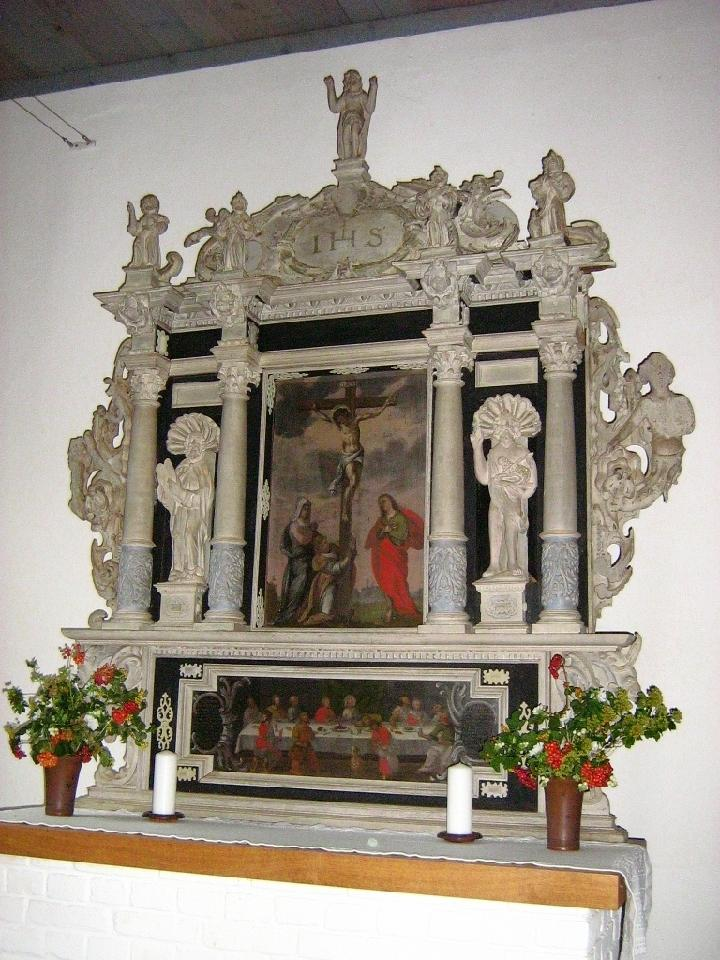
Altaraufsatz (Leihgabe aus Greven)
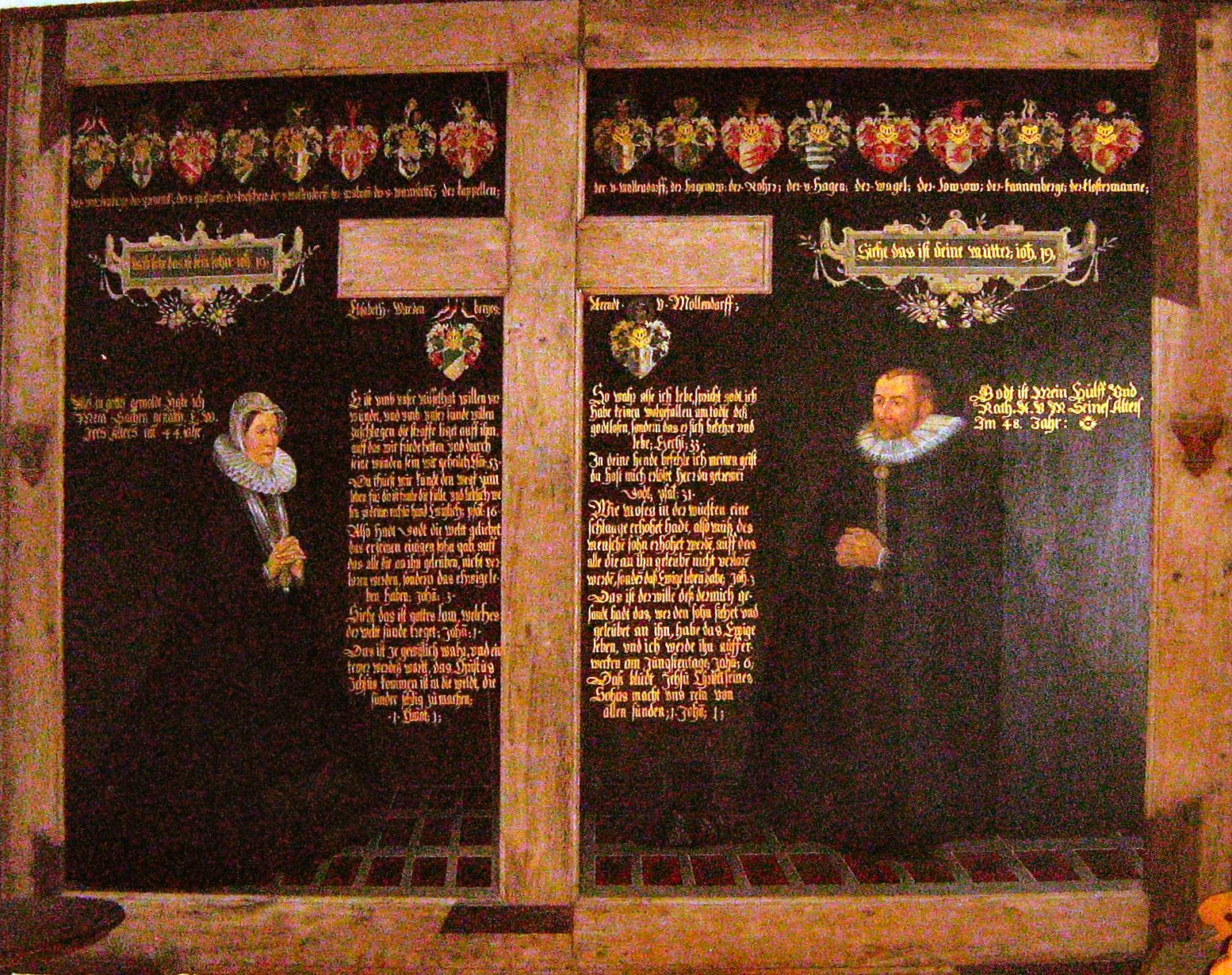
Epitaph (Original aus Dargelütz)
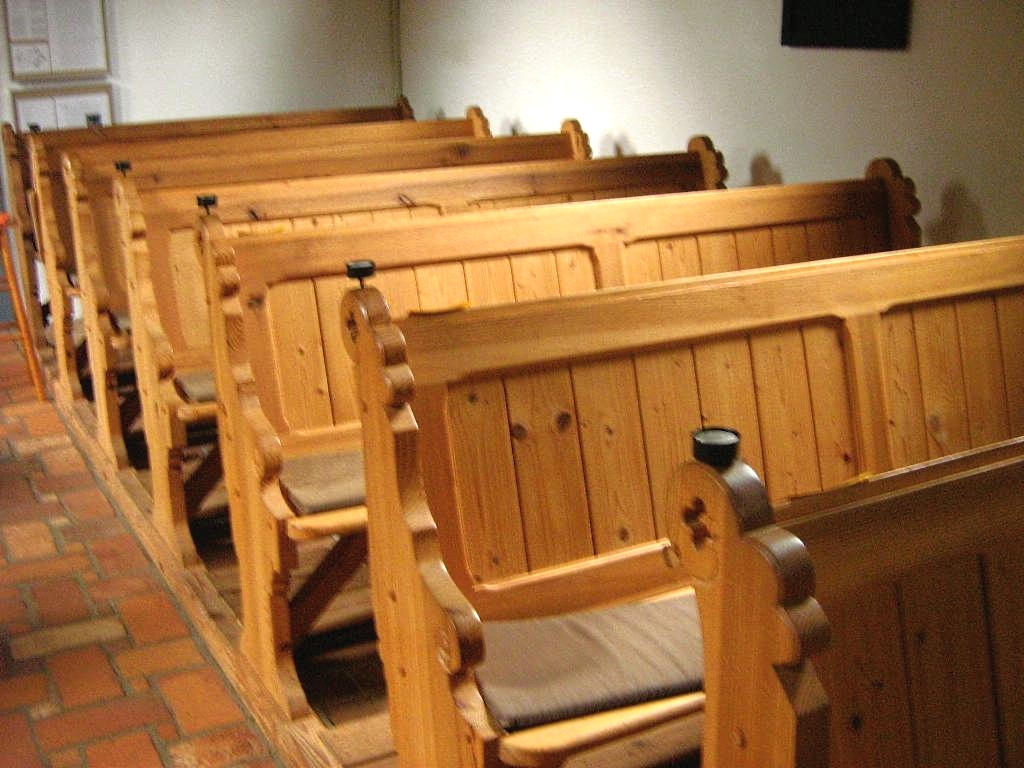
Gestühl (Nachbildung aus der Dorfkirche Rostocker Wulfshagen)
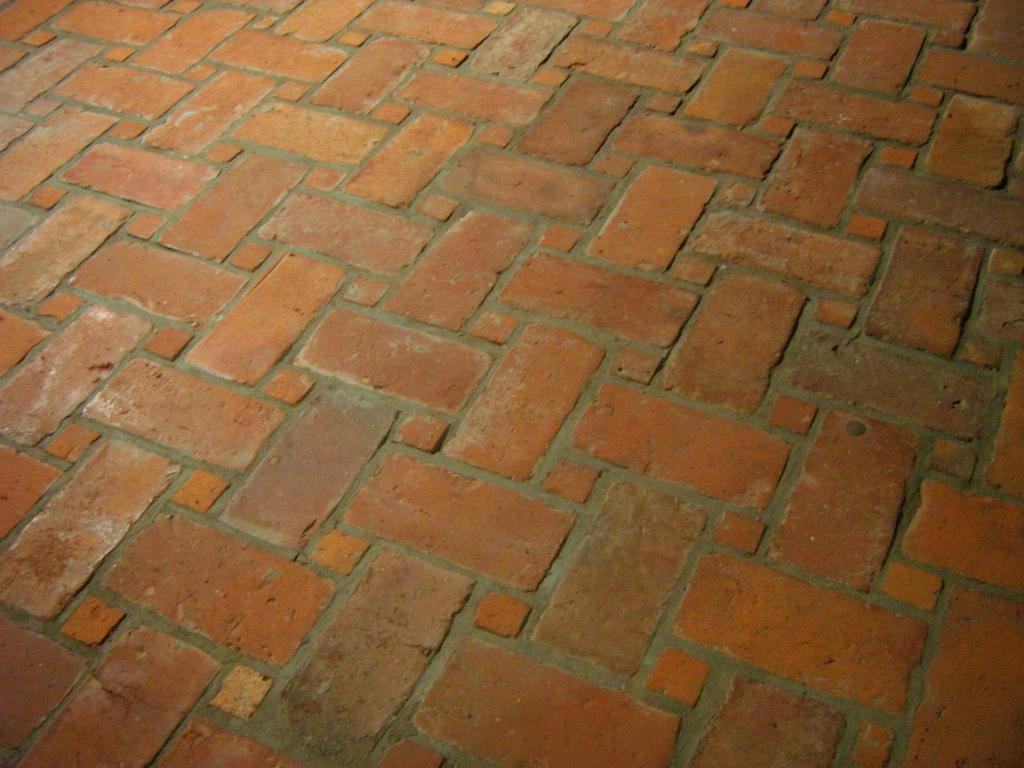
Fußboden

## Trivia
Die Dargelützer Dorfkirche ist Handlungsort einer Sage. Fünf Löcher in einem großen, „Teufelsklaue“ genannten Stein, der eine achtel Meile entfernt vom Dorf Dargelütz liegt, werden als Spuren der Hand des Teufels gedeutet. Dieser habe den Stein aus dem Granziner Forst in hohem Bogen auf die neu errichtete Dorfkirche schleudern wollen. Der Brocken erreichte die Kirche jedoch nicht und liegt seitdem in der Dargelützer Feldmark.